# توترما
توترما (به لاتین: Tutermaa) یک روستا در استونی است که در دهستان هارکو واقع شده‌است.

## خصوصیات
توترما ۲۷۴ نفر جمعیت دارد.